# Nagham Abu Samra
Nagham Abu Samra (em árabe: نغم أبو سمرة;) (1999 ou 2000 - 12 de janeiro de 2024) foi uma campeã palestiniana de caratê que fundou um clube de treinamento esportivo para meninas na Faixa de Gaza. Considerada um ícone esportivo palestiniano, estava previsto que representasse a Palestina nos Jogos Olímpicos de Verão de 2024, mas foi morta em um ataque aéreo israelense durante a guerra em Gaza.

## Biografia

### Primeiros anos
Abu Samra era originária do campo de refugiados de Nuseirat. Começou a praticar caratê ainda na infância e, eventualmente, conquistou a faixa preta.
Seu pai sempre apoiou seu interesse por este esporte, apesar das críticas de membros da comunidade que o consideravam inadequado para meninas.
Após concluir estudos de grau e mestrado em Educação Física na Universidade Al-Aqsa, em Gaza, fundou o primeiro centro esportivo para meninas na Faixa de Gaza.
Abu Samra sempre defendeu e advogou por uma maior participação das meninas nos desportes.  Em 2021 em uma entrevista para o Ted Talks Spotlight afirmou: "Eu queria que cada menina sentisse a sua própria força desde dentro, e não das pessoas ao seu redor" "Também queria que elas fossem capazes de se proteger e de tomar as suas próprias decisões na vida."  De acordo com seu pai, ela queria "inspirar gerações de meninas a jogar caratê".
Abu Samra competiu várias vezes no Campeonato Palestino de Karatê, ficando em segundo lugar em 2017 e 2018 e em primeiro em 2019.  No entanto, ela nunca conseguiu competir internacionalmente devido às restrições israelenses aos atletas palestinos. 
Considerado um ícone esportivo palestino, estava previsto que representasse a Palestina nos Jogos Olímpicos de Verão de 2024 

### Morte
Nos dias 17 ou 18 de dezembro de 2023, militares israelenses lançaram um ataque aéreo ao campo de refugiados de Nuseirat que atingiu a casa de Abu Samra. No ataque sua irmã Roseanne faleceu, e Abu Samra sofreu ferimentos graves e chegou ao Hospital dos Mártires de Al-Aqsa em coma 
No hospital, incapaz de tratá-la adequadamente, devido aos ataques israelenses contra o sistema de saúde, à escassez de suprimentos médicos e outros recursos, e ao temor da família de que um ataque aéreo atingisse o hospital, a equipe médica tentou obter autorização para evacuá-la. 
Seu pai fez apelos por meio da mídia e das redes sociais, solicitando assistência internacional para transferi-la e garantir que recebesse atendimento médico.
Após várias semanas, Abu Samra recebeu autorização médica e foi transferida para um hospital em El-Arish, no Egito, onde chegou em 7 de janeiro, junto com o seu pai. 
Faleceu os poucos dias, no dia 12 de janeiro de 2024.
Na mesma altura que foi evacuada, as forças israelenses começaram a atacar o hospital Al-Aqsa.

## Reações à sua morte
- Após a morte de Abu Samra, um funcionário do Hospital Al-Aqsa afirmou que a autorização para sua evacuação tinha sido concedida “tarde demais” [1]
- Jibril Rajoub, chefe do Comitê Olímpico Palestino, descreveu a morte de Abu Samra como uma grande perda para o esporte palestino.[1]
- Abu Samra foi mencionada em diversos artigos de notícias como uma das centenas de atletas palestinos mortos por Israel durante a guerra em Gaza. Em maio de 2024, estimava-se que entre 243 e 300 atletas palestinos haviam sido mortos desde o início do conflito. Em junho de 2025 a estimativa já chegava a 582 atletas.[13][19][20][21]
- Uma peça baseada na vida de Nagham Abu Samra, intitulada Nagham de Gaza, está atualmente em desenvolvimento.[22]